# Trishna
Trishna ist ein britisch-indisches Filmdrama aus dem Jahr 2012 mit Freida Pinto in der gleichnamigen weiblichen Hauptrolle. Vorlage des Films war der Roman Tess von den d'Urbervilles von Thomas Hardy.

## Handlung
Der reiche Millionärssohn Jay unternimmt mit seinen Freunden eine Rundreise durch Indien. In Rajasthan, wo sein Vater mehrere Paläste besitzt, die zu Hotels umgewandelt wurden, soll die Reise enden. Dort trifft Jay auf die neunzehnjährige, bildschöne Trishna, die aus einer armen Familie im ländlichen Osian stammt und ihre Familie mit der Arbeit für ihren Vater und Gelegenheitsjobs finanziell über Wasser hält. Bei einem Verkehrsunfall werden beide verletzt, wobei der Vater länger als Hauptversorger der Familie ausfällt.
Jay, der Trishna äußert anziehend findet, ergreift die Chance und bietet ihr in Jaipur einen Job im Hotel seines Vaters mit einem Wochenlohn von 2.500 Rupien und Unterkunft im Hotel an. Trishna willigt ein und beginnt als einfache Hotelangestellte zu arbeiten, wobei Jay sie gezielt langsam in seine nähere Umgebung bringt. Auch bietet er Trishna eine Weiterbildung zur Hotelfachangestellten an, die sie dankbar annimmt. Als Trishna eines abends von einer Hochzeit zurück ins Hotel fahren will, wird sie von zwei Männern belästigt, jedoch rechtzeitig von Jay aus der Situation gerettet. Anstatt sie jedoch direkt in die Angestelltenunterkunft des Hotels zurückzubringen, hält er in einem Waldstück an und beginnt sie zu küssen, wobei Trishna – sich offenkundig unwohl fühlend – zaghaft den Kuss erwidert. 
Später in der Nacht kehrt Trishna weinend  – und mutmaßlich vergewaltigt – in die Unterkunft zurück und kündigt am nächsten Tag ihre Arbeit im Hotel. Als Trishna zu ihrer Familie aufs Land zurückkehrt, reagiert diese unverständlich auf die Kündigung. Drei Monate später zeigt Trishna Anzeichen einer Schwangerschaft und nimmt eine Abtreibung vor. Die Scham des Vaters über die vermeintliche Unzüchtigkeit ihrer Tochter und die Notwendigkeit eines Einkommens für die Familie führt dazu, dass sie zu ihrer bettlägerigen Tante geschickt wird und in der kleinen Fabrik ihres Onkels arbeitet. Dort wird sie von Jay aufgespürt, der sie mit ihrem Verschwinden konfrontiert. Jay bietet ihr an als seine Freundin mit ihm in Mumbai zu leben, wo er inzwischen eine Wohnung hat und in der Bollywood-Filmproduktion arbeiten möchte. Trishna stimmt seinem Angebot zu und geht mit ihm nach Mumbai.
In Mumbai lebt Trishna glücklich mit Jay zusammen. Eines Tages muss er nach England reisen, wo sein Vater nach einem Schlaganfall im Krankenhaus liegt. Jay öffnet sich vor der Abreise Trishna und gesteht ihr, dass er zwei Affären mit anderen Frauen hatte, bevor sie bei ihm einzog. Vertrauensvoll gesteht Trishna ihm nun, dass sie von der Begegnung im Wald schwanger wurde und ihr Vater sie zwang abzutreiben. Jay fühlt sich verletzt, dass sie ihm dies vorgehalten hat. Er reist ab und lässt Trishna allein zurück. Schockiert erfährt diese bald darauf, dass der Mietvertrag gekündigt wurde und sie die Wohnung verlassen muss. Trishna zieht zu Freundinnen aus ihrem Tanzkurs. Sie will ihre Tanzkarriere vorantreiben, benötigt dazu jedoch ein Darlehen von 30.000 Rupien, dass ihr ein Kollege anbietet. Jay meldet sich bei ihr und erklärt, dass er zurück in Mumbai ist. Er erklärt, dass die Angelegenheit mit der Wohnung ein Missverständnis war, woraufhin Trishna zu Jay zurückkehrt. Da Jays Vater durch den Schlaganfall arbeitsunfähig wurde, entscheidet sich Jay seine Hotels in Rajasthan zu betreuen. Er bietet Trishna einen Job an und verspricht ihre Beziehung im Geheimen zu halten.
Die beiden kehren nach Rajasthan zurück, wo Jay zunehmend Gefallen an der Vorstellung findet, Trishna wie eine Dienerin unterwürdig zu behandeln und zu kontrollieren. Zwar fügt sie sich Jay, empfindet den Sex mit ihm jedoch zunehmend als Vergewaltigung. Verzweifelt stiehlt Trishna eines Tages ein Küchenmesser und ersticht den schlafenden Jay. Anschließend flieht sie zurück zu ihrer Familie, wo ihre Mutter und ihre jüngeren Geschwister sie freudig empfangen. Ihr Vater behandelt sie jedoch weiterhin kühl. Trishna empfindet, dass sie nie ein normales, glückliches Leben wird führen können. Sie scheidet aus dem Leben, indem sie sich mit demselben Messer ersticht, mit dem sie Jay getötet hat.

## Kritik
Das Lexikon des internationalen Films urteilte, dem Regisseur gelänge durch die Verlagerung der Handlung in das moderne Indien eine „überzeugende neue Perspektive auf den Stoff.“